# 1207 Ostenia
1207 Ostenia eller 1931 VT är en asteroid i huvudbältet, som upptäcktes 15 november 1931 av den tyske astronomen Karl Wilhelm Reinmuth i Heidelberg. Den har fått sitt namn efter amatörastronomen Hans Osten.
Asteroiden har en diameter på ungefär 21 kilometer och den tillhör asteroidgruppen Eos.